# 大分県道47号竹田直入線
大分県道47号竹田直入線（おおいたけんどう47ごう たけたなおいりせん）は、大分県竹田市を通る県道（主要地方道）である。

## 概要
竹田市大字会々から竹田市直入町大字長湯に至る。
2005年（平成17年）の旧直入郡直入町と直入郡久住町との市町村合併により、全線が竹田市内となった。炭酸泉の長湯温泉で有名な直入と城下町の同市中心部を結ぶ主要道路であり、両方の観光道路でもあるため、交通量が多い。大分バスによる路線バスも運行されている。

### 路線データ
- 起点：大分県竹田市大字会々（会々七里交差点、国道57号上、国道442号交点、大分県道・熊本県道・宮崎県道8号竹田五ヶ瀬線・大分県道57号竹田犬飼線起点）
- 終点：大分県竹田市直入町大字長湯（大分県道30号庄内久住線交点）
- 総延長：13.7 km

## 歴史
- 1993年（平成5年）5月11日 - 建設省から、県道竹田直入線が竹田直入線として主要地方道に指定される[1]。
- 2019年（平成31年）1月19日 - 竹田市大字会々・会々七里交差点 - 同・竹田IC交差点間（180 m）が国道57号との重複区間となる[2]。

## 路線状況

### 重複区間
- 国道57号（竹田市大字会々・会々七里交差点（起点） - 竹田市大字会々・竹田IC）

### 道路施設

#### トンネル
- 長慶トンネル：延長104 m、1998年（平成10年）竣工、竹田市
- 長慶第一トンネル延長31 m、1887年（明治20年）竣工、竹田市
- 長慶第二トンネル延長27 m、1927年（昭和2年）竣工、竹田市

## 地理

### 通過する自治体
- 竹田市

### 交差する道路
| 交差する道路                                                                                       | 交差する場所             | 交差する場所          |
| -------------------------------------------------------------------------------------------------- | ------------------------ | --------------------- |
| 国道57号 重複区間起点 国道442号 大分県道・熊本県道・宮崎県道8号竹田五ヶ瀬線 大分県道57号竹田犬飼線 | 大字会々                 | 会々七里交差点 / 起点 |
| 中九州横断道路 / 大野竹田道路 国道57号 重複区間終点                                                | 大字会々                 | 竹田IC                |
| 大分県道412号久住高原野津原線                                                                      | 久住町大字栢木（かやぎ） |                       |
| 大分県道30号庄内久住線                                                                             | 直入町大字長湯           | 終点                  |

### 沿線
- 竹田市立直入小学校
- 竹田市立直入幼稚園
- 長湯温泉
- 明治郵便局
- 竹田自動車学校
- ながの湯
- お湯の駅 あすかの湯